# Coupe Charles Drago 1955
Navigation
Édition précédente Édition suivante
La troisième édition de la Coupe Charles Drago est organisée durant la deuxième partie de la saison 1954-1955 par la Ligue nationale de football pour les clubs professionnels français, et se déroule sur une période de mars à juin. La compétition oppose les clubs éliminés de la Coupe de France de football avant les quarts de finale.

## Clubs participants
| Division 1 - RC Lens - Olympique lyonnais - Olympique de Marseille - FC Metz - AS Monaco - Nîmes Olympique - RC Paris - Stade de Reims - CO Roubaix-Tourcoing - AS Saint-Étienne - FC Sochaux-Montbéliard - AS Troyenne et Savinienne | Division 2 - AS Aix-en-Provence - Olympique d'Alès - SCO Angers - RCFC Besançon - AS Béziers - AS Cannes - FC Grenoble - SO Montpellier - FC Nantes - CA Paris - FC Perpignan - Red Star Olympique - Stade rennais UC - FC Rouen - UA Sedan-Torcy - FC Sète - Stade français - SC Toulon - US Valenciennes-Anzin |

## Premier tour
Les matchs se déroulent sur le terrain du premier club cité, sauf note contraire. En cas de match nul entre une équipe de Division 1 et une équipe de Division 2, l'équipe de Division 2 est qualifiée pour le tour suivant.
L'ensemble des clubs participants ont été éliminés en trente-deuxièmes de finale de la Coupe de France.
Matchs disputés le 6 mars 1955 sauf note contraire.
| Équipe 1                       | Score      | Équipe 2                    | Notes              |
| AS Saint-Étienne (D1)          | 5 - 0      | CA Paris (D2)               | Disputé le 5 mars  |
| FC Nantes (D2)                 | 2 - 1      | Olympique de Marseille (D1) | Disputé à Angers   |
| AS Troyenne et Savinienne (D1) | 2 - 0      | Stade français (D2)         |                    |
| Olympique d'Alès (D2)          | 1 - 0      | FC Metz (D1)                |                    |
| SO Montpellier (D2)            | 3 - 3 a.p. | AS Monaco (D1)              |                    |
| FC Sète (D2)                   | 3 - 0      | AS Béziers (D2)             |                    |
| Red Star Olympique (D2)        | 2 - 0      | AS Cannes (D2)              | Disputé à Toulouse |

## Deuxième tour
Les matchs se déroulent sur le terrain du premier club cité. En cas de match nul entre une équipe de Division 1 et une équipe de Division 2, l'équipe de Division 2 est qualifiée pour le tour suivant.
Aux sept clubs qualifiés à la suite du premier tour se joignent les clubs professionnels éliminés en seizièmes de finale de la Coupe de France : Association sportive aixoise, RCFC Besançon, GF38, RC Lens, Nîmes Olympique, le RC Paris, FC Perpignan, Stade rennais, CS Sedan et US Valenciennes-Anzin.
Le total de clubs engagés étant impair, un club est exempté. Il s'agit de l'Olympique d'Alès.
Matchs disputés le 27 mars 1955.
| Équipe 1                       | Score      | Équipe 2                   | Notes |
| UA Sedan-Torcy (D2)            | 1 - 0      | Nîmes Olympique (D1)       |       |
| FC Sète (D2)                   | 1 - 1 a.p. | RC Lens (D1)               |       |
| AS Troyenne et Savinienne (D1) | 2 - 4      | FC Nantes (D2)             |       |
| AS Saint-Étienne (D1)          | 2 - 0      | FC Perpignan (D2)          |       |
| SO Montpellier (D2)            | 3 - 2      | RC Paris (D1)              |       |
| RCFC Besançon (D2)             | 4 - 3      | Red Star Olympique (D2)    |       |
| Stade rennais UC (D2)          | 5 - 0      | US Valenciennes-Anzin (D2) |       |
| FC Grenoble (D2)               | 1 - 4      | AS Aix-en-Provence (D2)    |       |

## Huitièmes de finale
Les matchs se déroulent sur le terrain du premier club cité. En cas de match nul entre une équipe de Division 1 et une équipe de Division 2, l'équipe de Division 2 est qualifiée pour le tour suivant.
Aux neuf clubs qualifiés à la suite du deuxième tour se joignent les clubs professionnels éliminés en huitièmes de finale de la Coupe de France : Angers, Lyon, Reims, Roubaix-Tourcoing, Rouen, Sochaux et Toulon.
Matchs disputés le 17 avril 1955 sauf note contraire.
| Équipe 1                  | Score | Équipe 2                    | Notes               |
| Stade rennais UC (D2)     | 0 - 2 | Olympique lyonnais (D1)     | Disputé le 16 avril |
| CO Roubaix-Tourcoing (D1) | 3 - 2 | FC Rouen (D2)               |                     |
| Olympique d'Alès (D2)     | 1 - 3 | AS Saint-Étienne (D1)       |                     |
| SCO Angers (D2)           | 3 - 2 | FC Sochaux-Montbéliard (D1) |                     |
| FC Nantes (D2)            | 0 - 8 | Stade de Reims (D1)         |                     |
| UA Sedan-Torcy (D2)       | 1 - 0 | FC Sète (D2)                |                     |
| AS Aix-en-Provence (D2)   | 5 - 2 | RCFC Besançon (D2)          |                     |
| SO Montpellier (D2)       | 2 - 0 | SC Toulon (D2)              |                     |

## Quarts de finale
Les matchs se déroulent sur le terrain du premier club cité, sauf note contraire. En cas de match nul entre une équipe de Division 1 et une équipe de Division 2, l'équipe de Division 2 est qualifiée pour le tour suivant.
Matchs disputés le 8 mai 1955 sauf note contraire.
| Équipe 1                | Score | Équipe 2                  | Notes                    |
| UA Sedan-Torcy (D2)     | 2 - 1 | Stade de Reims (D1)       | Disputé le 3 mai à Paris |
| SCO Angers (D2)         | 4 - 1 | CO Roubaix-Tourcoing (D1) | Disputé le 7 mai         |
| AS Saint-Étienne (D1)   | 3 - 1 | AS Aix-en-Provence (D2)   | Disputé à Limoges        |
| Olympique lyonnais (D1) | 4 - 1 | SO Montpellier (D2)       |                          |

## Demi-finales
Les matchs se déroulent sur le terrain du premier club cité, sauf note contraire.
Matchs disputés les 19 et 20 mai 1955.
| Équipe 1              | Score | Équipe 2                | Notes                     |
| AS Saint-Étienne (D1) | 4 - 0 | Olympique lyonnais (D1) | Disputé le 19 mai         |
| UA Sedan-Torcy (D2)   | 4 - 2 | SCO Angers (D2)         | Disputé le 20 mai à Rouen |

## Finale
La logique est respectée en finale avec la victoire des Verts de Saint-Étienne - pensionnaires de la Division 1 - sur Sedan, qui vient tout juste d'obtenir sa première montée dans l'élite. Deux buts, un par mi-temps, suffisent aux Stéphanois pour remporter leur première Coupe Charles Drago. Du même coup, l'AS Saint-Étienne devient la première équipe à remporter le trophée tout en ayant débuté la compétition dès le premier tour.
| Clubs            | AS Saint-Étienne - UA Sedan-Torcy |
| Score            | 2-0 (1-0) |
| Date             | 4 juin 1955 |
| Stade            | Parc des Princes, Paris 10 632 spectateurs |
| Arbitre          | M. Gabriel Tordjmann |
| Buts             | Collados (19e) et N'Jo Léa (65e) pour Saint-Étienne |
| AS Saint-Étienne | Claude Abbes, François Wicart, Jean De Cecco, Assassi Fellahi, René Domingo, Koczur Ferry, Rachid Mekloufi, René Vernier, Jacques Foix, Eugène N'Jo Léa, Dominique Collados. Entraîneur : Jean Snella             |
| UA Sedan-Torcy   | Alexandre Roszak, Daniel Carpentier, Albert Eloy, Serge Bocquillon, Christian Oliver, Marcel Pascal, Célestin Oliver, Gilbert Recoupé, Maxime Fulgenzy, Simon Freszak, Claude Brény. Entraîneur : Louis Dugauguez |